# Koroški jezik
Koroški jezik (ISO 639-3: ktl; koroshi), jezik kojim govori oko 40 ili 50 obitelji Koroša u iranskoj provinciji Fars ukupno oko 180 ljudi (Mohamedi). Podklasificiran je baludžijskoj podskupini sjeverozapadnih iranskih jezika. 
Koroši su poznati kao gonići deva; često rade za Kašgajce.

## Vanjske poveznice
- Ethnologue (14th)
- Ethnologue (15th)